# Travis Morrison
Travis Morrison (né le 16 décembre 1972) est un musicien et développeur web américain originaire de la banlieue de Washington, D.C. en Virginie septentrionale aux États-Unis. Il est surtout connu comme leader du groupe indie rock The Dismemberment Plan et comme artiste solo.

## Jeunesse
Après avoir commencé à jouer de divers instruments vers l'âge de 12 ans, Morrison se concentre sur la guitare et commence à former des groupes pendant ses études secondaires à la Lake Braddock Secondary School (en), dans le comté de Fairfax, en Virginie. Il fait partie de l'équipe d'anglais de Lake Braddock et se déclare « très heureux » après avoir battu l'équipe d'anglais de la Thomas Jefferson High School for Science and Technology (en).
Après avoir « quitté Fairfax », il fréquente le Collège de William et Mary à Williamsburg, en Virginie, pendant trois ans, avant d'abandonner ses études pour se consacrer à un groupe de musique. Il travaille à la station de radio du campus, WCWM (en), ce qui, selon lui, « valait bien les frais de scolarité ». À WCWM, il se familiarise avec de nombreux types de musique, « de John Coltrane à l'art rock allemand ». Aujourd'hui encore, il continue d'avoir des goûts musicaux très variés, affirmant qu'il aime tout, de Britney Spears à Gladys Knight, en passant par XTC, Fugazi, Ludacris et Go-go. Il trouve une inspiration supplémentaire dans la musique de Harry Nilsson, qu'il écoute souvent avant un concert.

## The Dismemberment Plan
En 1993, Morrison forme The Dismemberment Plan avec d'anciens amis de Lake Braddock. Malgré les réticences initiales de sa mère, le groupe s'entraîne fréquemment dans le sous-sol du bassiste Eric Axelson et commence à donner des concerts. En 1995, ils sortent leur premier album ! sur le label DeSoto Records, basé à Washington. Après le départ du batteur Steve Cummings, il est remplacé par Joe Easley et la composition du groupe reste la même tout au long de son existence. Morrison est le guitariste et le chanteur de The Plan depuis leur formation en 1993 jusqu'à leur dernier concert au 9:30 Club (en) à D.C. en 2003. Le groupe sort quatre albums et deux maxis et acquiert une grande popularité grâce à ses concerts énergiques, principalement en raison des mouvements de Morrison sur scène. Leurs deux derniers albums studio Emergency & I (en) et Change (en) sont parmi les albums rock les plus vénérés de la fin des années 1990 et du début des années 2000. Malgré cela, Morrison continue à travailler en freelance pour subvenir à ses besoins, Morrison acceptant divers emplois dans le domaine de l'informatique et du graphisme.

## Solo
En 2004, Morrison s'installe à Seattle, dans l'État de Washington, et commence à travailler en studio avec Ben Gibbard et Chris Walla de Death Cab for Cutie, un compagnon de tournée fréquent de The Plan. Morrison entame ensuite une tournée nationale de concerts solo, seul et une guitare acoustique. Les concerts consistent principalement en des reprises de chansons d'une grande variété de genres (de Spoon à Un violon sur le toit et au-delà). Il commence également à jouer des chansons sur lesquelles il travaille pour un album solo. À cette époque, il met en ligne des mp3 de chansons qu'il prépare pour son album solo, ainsi qu'une reprise de What's Your Fantasy (en) de Ludacris, qui est citée comme « à télécharger absolument » dans Entertainment Weekly.
Au cours de l'été 2004, Morrison se réinstalle dans la région de Washington et, en septembre 2004, il sort son premier album solo, Travistan (en), chez Barsuk Records (en). L'album est coproduit par Chris Walla.

### Travis Morrison Hellfighters
En septembre 2004, Morrison forme un groupe pour jouer ses chansons en solo. Le groupe se compose de Brandon Kalber (basse, claviers), Saadat Awan (batterie), David Brown (percussions), Kristen Forbes (claviers et chœurs) et Morrison au chant et aux claviers. Au début, le groupe se produit sur scène avec trois synthétiseurs, des percussions et une batterie, mais Morrison déclare qu'« aucun de nous ne savait très bien jouer des claviers, donc c'était un peu difficile au bout d'un moment ». Au fil du temps, Forbes quitte le groupe, le groupe introduit la guitare et la basse dans leur son live et il commence à tourner sous le nom de Travis Morrison Hellfighters. Travis et les Hellfighters continuent à tourner pour l'album et font des démonstrations de nouvelles chansons ensemble. Au cours de l'été 2005, le groupe s'affirme et donne des concerts entièrement nouveaux, ne jouant qu'occasionnellement des chansons de Travistan. Travis and the Hellfighters terminent un nouvel album, intitulé All Y'all, qui sort le 21 août 2007, et est actuellement disponible en streaming sur le site web de Travis et est produit par Jason Cadell, l'ancien membre du groupe de Travis. L'album est mixé par Joel Hamilton (en).
La composition finale des Hellfighters (en 2009) est la suivante :
- Travis Morrison
- David Brown
- Brandon Kalber
- Vince Magno
- Thomas Orgren

## «Retraite» et activités actuelles
Au cours de l'été 2009, le site officiel de Morrison est mis à jour pour indiquer qu'il se retire de la musique et qu'il n'y aurait plus de concerts, de disques ou de groupes. Lorsque The Dismemberment Plan se reforme pour des concerts début 2011, Morrison a déclaré à propos de sa « retraite » : « Je pense que je n'avais aucun projet de musique solo, et je pense que je trouvais ça drôle de dire que je prenais ma retraite [...]. Je veux dire, cela semble plus amusant que de dire [je n'ai pas de projets] ». En mars 2011, il déclare à Glide Magazine que Time Travel prévoyait d'enregistrer un album. En mai 2012, le label D.C. Bad Friend Records sort un 7" inédit que les Travis Morrison Hellfighters ont enregistré avant de se séparer.

## Vie privée
À la mi-2012, Morrison vit dans la région de New York, travaille comme programmeur informatique (anciennement au Washington Post puis au Huffington Post) et est marié à la journaliste et podcasteuse Katherine Goldstein.
L'autre activité de Morrison est la participation régulière à une chorale de l'église épiscopalienne.

## Chantre de la culture de Washington
Morrison est connu pour être très sensible à la culture de la région de Washington. Morrison a toujours insisté pour faire des tournées avec d'autres artistes de la ville, que ce soit avec The Plan ou en solo.  Bien qu'il ait sorti Travistan (en) sur Barsuk Records (en), il continue de soutenir DeSoto Records, basé à Washington. Dans ses paroles, il fait référence à la région, les notes de pochette de Change (en) contiennent des photos prises autour de Washington, D.C., notamment de l'Uptown Theatre. Le logo de Travistan ressemble au drapeau du district de Columbia. C'est un fan très actif des sports de la région de Washington, principalement des Washington Wizards. Il place sur son site un lien vers une pétition en ligne visant à changer le nom des Washington Nationals en Washington Grays, en l'honneur de l'ancienne équipe de la Negro League de Washington. Que ce soit avec The Plan ou en solo, il joue souvent et continue de jouer dans les lieux incontournables de D.C. que sont le Black Cat (en), le Fort Reno (en) et le 9:30 Club (en). Il a évoqué l'idée de faire une tournée dans les banlieues de D.C. car il a vécu à Lorton, en Virginie, et sait à quel point il peut être difficile de se rendre au centre-ville pour un concert.
Récemment, il a fait du bénévolat à D.C. avec We Are Family D.C., une organisation à but non lucratif, et a renoué avec ses années à William & Mary en devenant DJ sur WMUC (en) à l'Université du Maryland de College Park. Il chante également dans plusieurs chorales d'églises de la région de D.C., notamment à la cathédrale nationale.
En 2005 et pendant la majeure partie de l'année 2007, Morrison vit dans le quartier de Capitol Hill à Washington, DC, avec sa petite amie et travaille pour le site web du Washington Post, où il dirige le département de programmation et de production publicitaire.